# Ifrika
Ifrika (лат.) — род ос-бетилид из надсемейства Chrysidoidea (Bethylidae, Hymenoptera).

## Распространение
Афротропика: Центральноафриканская Республика, Демократическая Республика Конго, Габон, Кения и Уганда.

## Описание
Осы-бетилиды мелкого размера (длина тела 2—4 мм). От других родов подсемейства Pristocerinae отличается следующими признаками: (1) срединная лопасть наличника неотличима от боковых; (2) дорсальная пронотальная область очень короткая; (3) гипопигий с явной внутренней мембраной; (4) задний гипопигеальный край глубоко выемчатый; (5) харпе глубоко выемчатое на явные дорсальные и вентральные руки, но не полностью разделенное на два независимых харпе; (6) эдеагальный дорсальный клапан с медиодорсальной складкой, изогнутой мезад; (7) эдеагус с медианным выступом, изогнутым вентрально; (8) эдеагус с базальной покровной пластинкой; (9) эдеагальная аподема изогнута дорсально. Предположительно паразитоиды.

## Классификация
Известно 4 вида. Род был впервые выделен в 2023 году бразильскими энтомологами Wesley Dondoni Colombo и Celso Oliveira Azevedo (Федеральный университет Эспириту-Санту, Departamento de Biologia, Av. Marechal Campos, Витория, Эспириту-Санту, Бразилия). Ifrika идентифицируется как член подсемейства Pristocerinae, потому что метанотум развит медиально и перекрывает мезоскутеллум задней части. Близок к родам Propristocera Kieffer и Prosapenesia Kieffer
- Ifrika mnyama Colombo & Azevedo, 2023
- Ifrika nyigu Colombo & Azevedo, 2023
- Ifrika wadudu Colombo & Azevedo, 2023
- Ifrika pauculihirta (Benoit, 1957)
  - Pseudisobrachium pauculihirtum Benoit, 1957[3]
  - Dissomphalus pauculihirtus (Benoit, 1957)